# Simon van Velthooven
Simon van Velthooven (Palmerston North, 8 de desembre de 1988) és un ciclista de Nova Zelanda, especialista en pista. Va guanyar una medalla de bronze als Jocs Olímpics de Londres de 2012.

## Palmarès
- 2009
  - Campió d'Oceania en Velocitat per equips, amb Edward Dawkins i Andrew Williams
- 2011
  - Campió d'Oceania en Keirin
  - Campió d'Oceania en Quilòmetre contrarellotge
  - Campió d'Oceania en Velocitat per equips, amb Ethan Mitchell i Sam Webster
- 2012
  -  Medalla de bronze als Jocs Olímpics del 2012 en keirin
- 2013
  - Campió d'Oceania en Quilòmetre contrarellotge

### Resultats a laCopa del Món
- 2010-2011
  - 1r a Pequín, en Keirin
- 2011-2012
  - 1r a la Classificació general, en Quilòmetre